# تشاد هوفمان
تشاد هوفمان (بالإنجليزية: Chad Huffman)‏ هو لاعب كرة قاعدة أمريكي، ولد في 29 أبريل 1985 في هيوستن في الولايات المتحدة.

## وصلات خارجية
- تشاد هوفمان على موقع دوري كرة القاعدة الرئيسي (الإنجليزية)
- تشاد هوفمان على موقع الدوري الياباني لكرة القاعدة (الإنجليزية)
- تشاد هوفمان على موقعبيزبول رفرنس.كوم (الدوري الرئيسي) (الإنجليزية)
- تشاد هوفمان على موقعبيزبول رفرنس.كوم (الدوري الثانوي) (الإنجليزية)
- تشاد هوفمان على موقع إي إس بي إن.كوم (أم.أل.بي) (الإنجليزية)
- تشاد هوفمان على موقع مشجعي الرسوم البيانية (الإنجليزية)